# Море олуjних љубави
Море олујних љубави је прва збирка песама српске књижевнице, песникиње и мисице Бојане Петковић, објављена 2024. године у издању „Пресинга“.
Збирка обухвата песме настале од ауторкиних школских дана па све до неколико година након завршетка средње школе и тематски се бави љубављу, природом, детињством, као и личним преиспитивањима.

## Промоција
Промоција збирке одржана је у општинској библиотеци „Слово”у Лапову. Догађај је протекао у свечаној и емотивној атмосфери, уз присуство бројних љубитеља књижевности, поезије и уметности.
Књигу су представиле директорка библиотеке, ауторкина мајка и сама ауторка, која је том приликом приредила јавно читање и рецитовање одабраних стихова.
Публика је имала прилику да чује приче о настанку песама и инспирацији која је пратила ауторку током година стваралаштва, као и да се упозна са савременим токовима у младој српској поезији.

## Теме и стил
Збирка се одликује једноставним, али сликовитим изразом, са снажним емотивним набојем. Љубавне песме су доминантне, али су присутни и мотиви природе, одрастања и сећања из детињства.
Посебну занимљивост збирци даје чињеница да су неке песме писане у мушком, а неке у женском роду, што доприноси разноликости лирског израза и отвара могућност шире интерпретације.
Ауторка често користи интроспективан тон, комбинујући личне доживљаје са универзалним осећањима, што збирку смешта у оквире савремене српске поезије и повезује је са традицијом лирике у српској књижевности.